# 1992 GA
1992 GA är en asteroid i huvudbältet som upptäcktes den 4 april 1992 av det nyzeeländska astronomparet Pamela M. Kilmartin och Alan C. Gilmore vid Mount John University Observatory.
Asteroiden har en diameter på ungefär 5 kilometer och den tillhör asteroidgruppen Eunomia.